# Ubocze (przystanek kolejowy)
Ubocze – przystanek kolejowy w Uboczu, w powiecie lwóweckim; w województwie dolnośląskim, w Polsce.
Od 13 grudnia 2020 przystanek na żądanie.

## Ruch pasażerski
| Rok  | Wymiana pasażerska na dobę |
| ---- | -------------------------- |
| 2017 | 10-19                      |
| 2022 | 10-19                      |